# Rosina Lajo
```
Diputada
 en 
Cortes Generales de España
```

Rosina Lajo Pérez (Valladolid, 1931- Gerona, 10 de agosto de 2022) fue una escritora, profesora y traductora española.

## Biografía
En 1954 se licenció en Filosofía y Letras por la Universidad de Valladolid y se casó con Juan Dolera. En 1954 se marchó a Barcelona y en 1960 se estableció en Gerona, donde trabajó como profesora de Geografía e Historia en el IES Jaime Vicens Vives de Gerona, dirigido entonces por Santiago Sobrequés, hasta su jubilación en 1996. Participó activamente en la política cultural de Gerona.
Ingresó en el partido socialista en 1974 y era miembro de la ejecutiva de la agrupación de Gerona. Fue segunda en la lista del PSC por la circunscripción electoral de Gerona en las elecciones generales de 1977 pero en julio de 1978 dimitió y fue sustituida por Luis Sacrest Villegas.
Marta Mata explicó sobre su dimisión: Rosina Lajo no resistió el consenso sobre educación y dimitió, o sea, no terminó la legislatura porque no resistió quizá la forma y quizá el resultado sobre el consenso sobre educación.
Tras su dimisión como diputada continuó dedicándose a la enseñanza hasta su jubilación. Fue directora del IES Jaime Vicens Vives de 1993 a 1996.
Además de su labor docente, ha escrito varios libros y ha traducido al español La escultura románica: Investigaciones sobre la historia de las formas de Henri Focillon y La bruja: Un estudio de las supersticiones en la Edad Media de Jules Michelet.

## Obras
- Léxico de arte (con Jusep Surroca), Ediciones Akal, ISBN 978-84-460-0924-5 (1990)[5]